# Dennis Hadžikadunić
Dennis Hadžikadunić (sinh ngày 9 tháng 7 năm 1998) là một cầu thủ bóng đá người Bosna và Hercegovina. Hiện tại anh thi đấu ở vị trí hậu vệ cho FC Rostov.

## Sự nghiệp

### Sự nghiệp câu lạc bộ
Dennis Hadžikadunić ký một hợp đồng học việc với Malmö FF ngày 10 tháng 10 năm 2016. Ngày 30 tháng 10 năm 2016 anh ra mắt tại đội một trước Gefle IF khi vào sân thay cho Kári Árnason bị chấn thương lúc trận đấu chỉ còn 24 phút.

## Thống kê sự nghiệp

### Câu lạc bộ
Tính đến ngày 16 tháng 5 năm 2021.
| Câu lạc bộ            | Mùa giải            | Giải vô địch           | Giải vô địch | Giải vô địch | Cúp  | Cúp | Châu lục | Châu lục | Tổng cộng | Tổng cộng |
| Câu lạc bộ            | Mùa giải            | Hạng đấu               | Trận         | Bàn          | Trận | Bàn | Trận     | Bàn      | Trận      | Bàn       |
| --------------------- | ------------------- | ---------------------- | ------------ | ------------ | ---- | --- | -------- | -------- | --------- | --------- |
| Malmö FF              | 2016                | Allsvenskan            | 1            | 0            | 0    | 0   | —        | —        | 1         | 0         |
| Malmö FF              | 2017                | Allsvenskan            | 4            | 0            | 0    | 0   | 0        | 0        | 4         | 0         |
| Malmö FF              | Tổng cộng           | Tổng cộng              | 5            | 0            | 0    | 0   | 0        | 0        | 5         | 0         |
| Trelleborgs FF (mượn) | 2018                | Allsvenskan            | 10           | 0            | 2    | 0   | 0        | 0        | 12        | 0         |
| Trelleborgs FF (mượn) | Tổng cộng           | Tổng cộng              | 10           | 0            | 2    | 0   | 0        | 0        | 12        | 0         |
| FC Rostov             | 2018–19             | Russian Premier League | 8            | 0            | 4    | 1   | —        | —        | 12        | 1         |
| FC Rostov             | 2019–20             | Russian Premier League | 17           | 1            | 2    | 0   | —        | —        | 19        | 1         |
| FC Rostov             | 2020–21             | Russian Premier League | 25           | 1            | 1    | 0   | 1        | 0        | 27        | 1         |
| FC Rostov             | Tổng cộng           | Tổng cộng              | 50           | 2            | 7    | 1   | 1        | 0        | 58        | 3         |
| Tổng cộng sự nghiệp   | Tổng cộng sự nghiệp | Tổng cộng sự nghiệp    | 65           | 2            | 9    | 1   | 1        | 0        | 75        | 3         |

### Quốc tế
Tính đến ngày 26 tháng 9 năm 2022.
| Đội tuyển quốc gia   | Năm       | Trận | Bàn |
| -------------------- | --------- | ---- | --- |
| Bosna và Hercegovina |           |      |     |
| 2020                 | 4         | 0    |     |
| 2021                 | 9         | 0    |     |
| 2022                 | 6         | 0    |     |
| Tổng cộng            | Tổng cộng | 19   | 0   |

## Danh hiệu
Malmö FF
- Allsvenskan: 2016, 2017